# Mesocyclops varius
Mesocyclops varius är en kräftdjursart som beskrevs av Dussart 1987. Mesocyclops varius ingår i släktet Mesocyclops och familjen Cyclopidae. Inga underarter finns listade i Catalogue of Life.